# Amebócito
O amebócito ou arqueócito é uma célula encontrada no filo Porifera. Não tem forma corporal definida e possuem deslocamento livre pelo mesoílo.
Podem assumir diferentes funções, mas as funções principais são a digestão, transporte e distribuição de nutrientes para as demais células do corpo da esponja. Outras funções são a de produzir espículas de natureza calcária ou silicosa (esclerócitos), secreção de espongina (espongiócitos), produção de mesogléia (colêncitos), e capacidade regenerativa, incluindo reprodução assexuada (arqueócitos). Os arqueócitos são responsáveis pela digestão de partículas alimentares capturadas pelos coanócitos, portanto, a digestão é inteiramente intracelular. Alguns arqueócitos também armazenam material alimentar digerido. Além disso, os arqueócitos podem originar tanto espermatozoides (que são flagelados) quanto óvulos, embora os gametas possam originar-se também por modificações morfológicas de coanócitos existentes. Provavelmente, eles também desempenham um papel ativo em reações de aloincompatibilidade em resposta ao contato com outras esponjas. Por fim, os arqueócitos exercem um papel na eliminação de resíduos e, além disso, podem tornar-se especializados na secreção de elementos de suporte, localizados na camada do meso--hilo.